# 樊友来
樊友来（1954年2月—），浙江温岭人，中华人民共和国政治人物。

## 生平
1987年4月至1992年11月，担任玉环县副县长。1992年11月至1993年4月，代理玉环县县长。1993年4月至1995年12月，担任玉环县县长。1998年5月至12月，担任台州市副市长。之后出任台州市三届人大常委会副主任。2014年6月25日，辞去台州市人大常委会副主任。